# Leiopus andreae
Leiopus andreae är en skalbaggsart som beskrevs av Gianfranco Sama 1994. Leiopus andreae ingår i släktet Leiopus och familjen långhorningar. Inga underarter finns listade i Catalogue of Life.